# Boeica yunnanensis
Boeica yunnanensis là một loài thực vật có hoa trong họ Tai voi. Loài này được (H.W.Li) K.Y.Pan mô tả khoa học đầu tiên năm 1990.